# Fort Knox

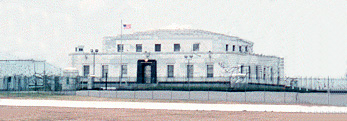
U.S. Bullion Depository, imagem clássica de Fort Knox.

Fort Knox é uma pequena cidade americana e base do Exército dos Estados Unidos, localizada no estado de Kentucky, ao longo do rio Ohio. Ela abriga importantes unidades de treinamento e comando de recrutamento do exército, o Museu George S. Patton, em homenagem ao general da Segunda Guerra Mundial e o United States Bullion Depository, (Depósito de Ouro dos Estados Unidos) * , pelo qual o lugar é mais conhecido, como depósito de grande parte do ouro guardado pelo governo do país.
A base é usada pelo exército e pelos marines para treinamento em tanques M1 Abrams e para treinamento básico de recrutas em simulação de combate real.

## História
A área ao redor de Fort Knox começou a ser fortificada em 1861, durante a Guerra de Secessão dos Estados Unidos. O local era disputado tanto pelas forças da União quanto dos Confederados e durante os anos de guerra bandos de guerrilheiros dos dois lados invadiam e disputavam o lugar. Após a guerra, a área agora ocupada pelo exército, viu o surgimento de pequenas comunidades civis.
Em abril de 1918, unidades de artilharia chegaram a West Point, perto dali, para manobras e treinamento, com vistas ao embarque para a Europa, onde acontecia a Primeira Guerra Mundial. Uma área de 10000 acres no campo, ao lado da pequena vila de Stithton, na área próxima à famosa Academia Militar, foi reservada pelo governo para a construção de um campo e centro permanente de treinamento e alojamento de tropas. Este campo recebeu o nome de Henry Knox Camp, em homenagem a Henry Knox, um ex- comandante da artilharia na luta pela independência americana e primeiro secretário da guerra dos Estados Unidos.
Em 1932, o exército estabeleceu uma guarnição permanente no local com número maior de efetivos no campo fortificado, agora base permanente, renomeada para Fort Knox. A partir de 1937, o Departamento do Tesouro ali construiu e sediou o seu US Bulling Depository, operado de maneira completamente independente das forças armadas ou de seu comando. Entretanto, sua proximidade com a base faz com que em caso de necessidade, o local conte com a proteção do exército.

## Dados atuais
Fort Knox tem uma população fixa de 12.377 habitantes, (censo 2000) com 2.748 residências construídas, habitadas por 2.596 famílias. A densidade demográfica da área é de 228 hab/km².

## Curiosidade
Fort Knox e seu depósito de ouro conquistaram popularidade mundial na década de 1960 através do grande sucesso do livro e do filme 007 contra Goldfinger, em que o depósito e seus cofres são o alvo de um plano de destruição para desestabilizar a economia mundial.
Ao contrário do que aparenta no filme, apenas as cenas filmadas em volta da base militar são reais, feitas em locações verídicas. Todas as cenas externas do depósito e de seu interior foram filmadas em réplicas construídas na Grã-Bretanha.
- Em inglês, "bullion" refere-se à quantidade de ouro e/ou prata em lingotes. "Gold" e "silver" são os nomes genéricos dos respecivos metais. Em 2006, a quantidade total de lingotes de ouro guardadas em Fort Knox pesava 4570 toneladas (147,3 milhões de onças de ouro[2]). O US Bullion Depository é considerado o ‘banco’ mais inexpugnável do mundo. Jamais foi assaltado.